# Saison 2 de 13 Reasons Why
 (février 2025).
Si vous disposez d'ouvrages ou d'articles de référence ou si vous connaissez des sites web de qualité traitant du thème abordé ici, merci de compléter l'article en donnant les références utiles à sa vérifiabilité et en les liant à la section « Notes et références ».
Chronologie
Saison 1 Saison 3
Cet article présente le guide des épisodes de la deuxième saison de la série télévisée américaine 13 Reasons Why.

## Distribution

### Acteurs principaux
- Dylan Minnette (VF : Gauthier Battoue) : Clay Jensen
- Katherine Langford (VF : Florine Orphelin) : Hannah Baker
- Christian Navarro (VF : Rémi Caillebot) : Tony Padilla
- Alisha Boe (VF : Flora Kaprielian) : Jessica Davis
- Brandon Flynn (VF : Garlan Le Martelot) : Justin Foley
- Justin Prentice (VF : Maxime Baudouin) : Bryce Walker
- Miles Heizer (VF : Arnaud Laurent) : Alexander « Alex » Standall
- Ross Butler (VF : Benjamin Gasquet) : Zachary « Zach » Dempsey
- Devin Druid (VF : David Dos Santos) : Tyler Down
- Amy Hargreaves (VF : Pamela Ravassard) : Lainie Jensen
- Brian d'Arcy James (VF : Thierry Garet) : Andy Baker
- Derek Luke (VF : Jean-Alain Velardo) : Kevin Porter
- Kate Walsh (VF : Marie-Ève Dufresne) : Olivia Baker

### Acteurs récurrents
- Josh Hamilton (VF : Frédéric Popovic) : Matt Jensen
- Michele Selene Ang (VF : Claire Baradat) : Courtney Crimsen
- Sosie Bacon (VF : Delphine Saley) : Skye Miller
- Steven Weber (VF : Michel Laroussi) : le principal Gary Bolan
- Mark Pellegrino (VF : Didier Cherbuy) : shériff Standall
- Steven Silver (VF : Gwenaël Sommier) : Marcus Cole
- Tommy Dorfman (VF : Vincent de Bouard) : Ryan Shaver
- Ajiona Alexus (VF : Charlotte Hervieux) : Sheri Holland
- Keiko Agena (VF : Françoise Escobar) : Pam Bradley
- Brandon Larracuente (VF : Geoffrey Loval) : Jeff Atkins
- Wilson Cruz (VF : Antoine Fleury) : Dennis Vasquez
- Timothy Granaderos (VF : Romain Altché) : Montgomery de la Cruz
- Anne Winters (VF : Céline Legendre-Herda) : Chloé Rice
- Jake Weber (VF : Cédric Ingard) : Barry Walker
- Parminder Nagra (VF : Isabelle Desplantes) : Priya Singh
- Brenda Strong (VF : Juliette Degenne) : Nora Walker
- Meredith Monroe (VF : Annie Kavarian) : Carolyn Standall
- R.J. Brown (VF : Jeff Esperansa)  : Caleb
- Bryce Cass (VF : Julien Allouf) : Cyrus
- Chelsea Alden (VF : Audrey Le Bihan)  : Mackenzie
- Austin Aaron (VF : Tristan Le Doze) : Luke Holliday
- Allison Miller (VF : Sara Viot) : Sonya Struhl
- Brandon Butler (VF : Alexis Baudry) : Scott Reed
- Samantha Logan (VF : Pauline Smile) : Nina Jones
- Kelli O'Hara (VF : Rafaèle Moutier) : Jackie
- Ben Lawson (VF : Christophe Seugnet) : Rick Wlodimierz

## Épisodes

### Épisode 1:Premier polaroid
Le procès de l'affaire Hannah contre le lycée Liberty commence. Tyler est le premier témoin à la barre et témoigne en toute honnêteté. Skye et Clay sont en couple, mais Clay commence à voir des apparitions d'Hannah. Bryce est désormais en couple avec Chloë, cheerleader des Liberty Tigers. Kevin Porter, le CPE, confronte violemment Bryce dans les toilettes du lycée à propos du viol d'Hannah, la rencontre est interrompue par le coach sportif. Jessica reprend le chemin du lycée, ainsi qu'Alex, qui a survécu à sa tentative de suicide, au prix d'une perte de la mémoire des derniers mois et du contenu des cassettes d'Hannah. Tony se voit confier la lettre qu'Hannah lui avait donnée le soir de son suicide, lettre qu'il brûlera plus tard. Clay retrouve un cliché de Polaroid dans son casier, avec une note au dos disant: « Hannah n'était pas la seule ».

### Épisode 2:Deux filles qui s'embrassent
Courtney est la suivante à témoigner. Elle avoue être lesbienne et avoir embrassé Hannah plus d'une fois. Un groupe de manifestants se rassemblent devant le tribunal, réclamant justice pour Hannah. Jessica et Alex reçoivent des menaces écrites pour les dissuader de révéler la vérité lors de leur témoignage. Tyler se lie d'amitié avec un camarade de classe nommé Cyrus. Le souvenir persistant d'Hannah dans l'esprit de Clay crée de fortes tensions dans son couple avec Skye, qui partira de chez lui. En rejoignant la maison de Skye, Clay voit une ambulance l'amener à l'hôpital. Le bureau de l’album de fin d’année est vandalisé.

### Épisode 3:Juste une salope ivre
Clay, rentrant chez lui à vélo, est délibérément éjecté de la route par un véhicule. Il retrouve Skye le lendemain à l'hôpital, qui décide de mettre fin à leur relation. Clay et Alex tentent de persuader Jessica d'incriminer Bryce dans son témoignage, mais elle change d'avis après avoir vu des photos compromettantes d'elle, placardées sur un tableau de classe disant « Qui croirait une salope ivre ? ». Olivia Baker lui demande plus tard au tribunal si elle est la fille de la cassette 5-A, mais Jessica refusera de répondre. Après avoir découvert que Justin a contacté Jessica, Clay le retrouve mendiant dans les rues d'Oakland avec l'aide de Tony. Il n'a alors pas d'autre choix que de le cacher dans sa chambre. Les parents de Skye la font placer dans un centre psychiatrique, et demandent à Clay de ne pas la contacter. Les parents de Clay décident d'offrir une voiture à leur fils, espérant qu'il s'ouvre plus à eux. Tyler rencontre le groupe d'amis de Cyrus, pendant que Bryce reçoit une citation à comparaître.

### Épisode 4:Deuxième polaroid
Marcus ment à la Cour quant aux événements survenus la nuit de la Saint-Valentin, lors de son rendez-vous avec Hannah, afin de protéger sa réputation, puis mentionne brièvement Bryce, ce qui le mettra en colère. Cyrus et Tyler ont vent des mensonges de Marcus et décident de le piéger, vandalisant sa voiture et faisant exploser de la peinture sur son visage. Ils partent ensuite dans un champ pour s'entraîner à tirer avec des armes. Clay découvre que Justin est héroïnomane, et entreprend de le sevrer avec l'aide de Sheri. Jessica montre à M. Porter les photos compromettantes trouvées sur le tableau. Une frustration grandissante s'empare d'Alex, ayant pour cause son infirmité et son amnésie. Il harcèle Clay pour le contenu des cassettes, qu'il finira par lui envoyer numériquement. Clay découvre un second cliché de Polaroid dans son casier, représentant Bryce en plein acte sexuel avec une fille inconsciente, avec une note au dos disant: « Il ne s'arrêtera pas ».

### Épisode 5:La Traceuse de terrain
Tyler est convoqué par Mr Porter, qui le suspecte d'être à l'origine des photos compromettantes de Jessica trouvées dans la salle de classe avant son témoignage, mais Tyler nie toute implication. Ryan passe à la barre, et parle des poèmes d'Hannah, en disant qu'ils étaient destinés à Justin, puis révèle qu'Hannah et Justin étaient restés en contact malgré la fin brutale de leur relation. Plus tard, Olivia invite Ryan chez elle pour l'aider à décrypter les poèmes du carnet de sa fille pour d'autres indices. Ryan partira rapidement après qu'Olivia a fait mention des pages manquantes du carnet, pages qu'il avait lui-même arrachées pour publier les poèmes à l'insu d'Hannah. Pendant ce temps, Clay réalise que les clichés de Polaroid ont été pris au lycée et tente de découvrir leur localisation. Chloë fait la rencontre des parents de Bryce, et sa mère découvre des bleus sur son bras. Jessica participe à sa première thérapie de groupe. Mr Porter découvre la vitre arrière de sa voiture explosée par une brique avec une menace écrite dessus. Il rend visite le soir à la mère de Justin, puis est arrêté par la police après s'être battu avec Seth, le copain de la mère de Justin. 

### Épisode 6:Le Sourire au bout du quai
C'est maintenant au tour de Zach Dempsey de témoigner. Il révèle à la cour qu'Hannah et lui ont eu une relation amoureuse durant l'été précédant le suicide, mais avaient décidé de garder le secret. Après l'audience, Clay tance violemment Zach, refusant ses excuses. Après un entraînement sportif, Bryce charrie Zach sur sa relation avec Hannah, et les deux amis d'autrefois en viennent aux mains. Sentant le procès lui échapper, Olivia, avec l'aide de son équipe juridique, demande à Clay de témoigner en faveur d'Hannah. Justin revient au lycée et tente de parler à Jessica qui le somme de partir. Il perd connaissance après avoir vu Bryce, et après avoir été ramené chez Clay, il est contraint de se cacher alors que quelqu'un entre par effraction dans la chambre de Clay. À la suite de cet événement, les parents de Clay découvrent que Justin, cité à comparaître dans le procès, a été hébergé clandestinement chez eux, mais lui permettent tout de même de rester.

### Épisode 7:Troisième polaroid
C'est l'anniversaire d'Alex. Ses parents organisent une fête, invitant quelques amis. Après avoir écouté plusieurs fois les cassettes, il explose devant Bryce au lycée, le traitant de violeur, ce que Jessica, assaillie par les souvenirs qui refont surface, n'appréciera pas. Contrairement à ce qu'avait anticipé l'équipe juridique des Baker, le témoignage de Clay n'a pas l'effet escompté. Après avoir échoué à faire chanter Marcus, Cyrus et Tyler doivent adopter une autre stratégie. La soirée d'anniversaire d'Alex se passe mal: Tyler est exclu par Zach et Jessica, et Alex laisse éclater sa frustration sur sa famille et amis. Quand Clay revient vers sa voiture, un troisième cliché de Polaroid est posé sur le pare-brise de sa voiture avec un mot au dos : « Le Clubhouse ». Après avoir lu de nombreux commentaires négatifs sur son témoignage et sur le procès en général, Clay décide de mettre en ligne anonymement les fichiers audio des cassettes d'Hannah. Pendant ce temps, Bryce agresse sexuellement Chloé. 

### Épisode 8:Notre petite fille
Alors que les parents d'Hannah espèrent pouvoir montrer le meilleur de leur fille au jury, l'avocate de la défense retourne leurs accusations de négligence contre eux. Jessica décide de venir en aide à Mme Baker. La diffusion des cassettes déclenche un tollé à Liberty. Bryce, en revenant au lycée, voit son casier vandalisé ainsi que sa confession enregistrée par Clay diffusée dans les haut-parleurs. Marcus est de nouveau victime de chantage, et cette fois, lors d'un discours à une cérémonie, il est forcé de dire devant une assemblée d'élèves et leurs parents que Bryce est un violeur, toujours dans un souci de garder sa réputation. Loin de ce tumulte, Clay réussit enfin à contacter Skye et va lui rendre visite au centre psychiatrique. Skye lui annonce qu'elle déménage dans l'Oregon pour reprendre sa vie en main. Chez les Jensen, Alex rend visite à Justin, qui est en pleine overdose, et au prix d'un effort surhumain, lui sauve la vie. La dispute qui s'ensuit entre Clay et ses parents pousse Justin à retourner chez sa mère.

### Épisode 9:La Page arrachée
Dans l'audience du jour, Mr Porter et Mme Bradley sont appelés à la barre. Lors de son témoignage, M. Porter dit à la Cour que depuis la mort d'Hannah, il est arrivé à la conclusion qu'elle avait été violée par Bryce. Interrogé par son avocate, il décide de reconnaître sa part de responsabilité dans cette affaire et, profondément ému, demande pardon à Mme Baker. Justin vole l'argent de Seth et quand sa mère le surprend, il lui en laisse un peu, la suppliant de partir également pour fuir son influence. Au lycée, Bryce menace Clay, le pensant être à l'origine du chantage de Marcus. Plus tard Clay est passé à tabac dans les vestiaires par quatre lycéens masqués. Cyrus l'approche lors d'un cours particulier et l'invite à le rejoindre avec Tyler le soir, pour taguer des messages haineux sur le terrain de baseball. Cependant, en pleine action, Clay remarque un groupe de lycéens entrer dans une remise cachée derrière le terrain : le Clubhouse. Il quitte précipitamment Cyrus et Tyler, puis prévient Justin de sa découverte. Pendant ce temps, Olivia entre en contact avec une fille nommée Sarah et sa mère, et leur demande de ne pas venir témoigner au procès.

### Épisode 10:Souriez, salopes!
Tony est le suivant à témoigner, mais décide de ne pas révéler la véritable raison pour laquelle Hannah lui avait laissé les cassettes: il lui devait un service après qu'elle l'ait caché aux forces de l'ordre qui le poursuivaient (il avait passé à tabac un SDF homophobe). Durant le témoignage de Sarah (qui est en réalité une fille qui a connu Hannah avant son arrivée à Liberty High), il est révélé qu'Hannah faisait partie d'un trio de filles qui la harcelaient dans un autre lycée. Mr Porter tente d'apporter son aide à Justin. Quand Tyler repousse brutalement Mackenzie, son frère Cyrus met fin à leur amitié. Sheri met en place un plan pour entrer dans le Clubhouse : en offrant du cannabis aux joueurs, elle réussit à y être invitée, où Bryce la prend en photo avec un Polaroïd, et dépose le cliché dans une boîte remplie d'autres photos. Elle mémorise le code du cadenas de la porte et révèle le tout à Clay et Justin. Durant un match de baseball, Zach confronte Bryce et lui dit qu'il sait qu'Hannah disait la vérité et quitte le terrain. Il se rend au Clubhouse où il retrouve Clay et Justin, puis après s'être assuré de la volonté de Clay, lui donne la boîte de photos, et révèle que c'est lui qui avait déposé les clichés pour Clay. Sheri, Justin et Clay passent en revue les photos, et découvrent un cliché révélant que la fille inconsciente que Bryce avait violée est Chloé. Clay découvre également une photo d'Hannah dans la boîte.

### Épisode 11:Bryce et Chloe
Bryce passe à la barre et dit à la Cour qu'Hannah et lui avaient des relations sexuelles occasionnelles, et qu'elle l'a faussement accusé de viol après qu'il a décidé d'y mettre un terme. Quand Bryce revient au lycée, Justin l'approche et une bagarre éclate, bagarre se transformant en mêlée générale, où Clay, Alex, Zach, et même M. Porter participent. Alex se souvient alors de quelques détails du soir du viol d'Hannah : lui et Montgomery étaient présents le soir du viol d'Hannah et l'ont entendu gémir, mais Montgomery a choisi de couvrir Bryce, même après l'avoir vu par la fenêtre. Jessica montre à Chloë les clichés d'elle et Bryce au Clubhouse, et Chloë avoue avoir placardé les photos de Jessica en salle de classe avant son témoignage. 
Olivia, son équipe juridique et Jessica demandent à Chloë de témoigner contre Bryce, ce qu'elle accepte de faire, mais une fois au tribunal, elle se rétracte, disant se rappeler avoir eu des relations consenties avec Bryce. Au sortir du lycée, Clay découvre sa voiture vandalisée et la boîte à photos volée. Alex reçoit un paquet avec un pistolet et une lettre de menaces. La mère de Bryce confronte son fils sur son témoignage, et ce dernier lui avoue avoir violé Hannah. A travers une série de flashback, on découvre que c'était Bryce qui voulait une relation avec Hannah, et que c'est cette dernière qui a repoussé ses avances. Tyler, isolé de tous, décide de diffuser les photos révélant que Cyrus et lui avaient vandalisé le stade. Clay est de plus en plus tourmenté par l'hallucination d'Hannah, jusqu'au point d'aller chez Bryce avec un pistolet et d'envisager de le tuer, puis de mettre fin à ses jours. C'est finalement Justin qui l'empêche de commettre l'irréparable.

### Épisode 12:La Boîte de polaroids
Justin reçoit une menace de mort avant d'aller témoigner, mais décide de ne rien en faire et révèle à la Cour que Bryce a violé Jessica. Montgomery, un ami proche de Bryce, est pris en embuscade par Alex, Clay, Justin, Tony, Zach et Scott après qu'Alex a compris qu'il est à l'origine des lettres de menaces et manœuvres d'intimidation durant le procès; Montgomery admet alors avoir volé la boîte de photos. Cependant, après avoir amené Alex à sa supposée cachette, il révèle avoir menti, et en profite pour s'échapper. Par la suite, Jessica est encouragée par ses amis de porter plainte pour viol. A la fin du procès, le jury déclare le lycée non responsable du suicide d'Hannah. Mais en sortant du tribunal, Bryce et Justin sont arrêtés par la police pour viol et complicité de viol. Mr Porter est finalement démis de ses fonctions de CPE, et Tyler, convoqué par le principal, est placé dans un programme spécial d'éducation hors du lycée. 

### Épisode 13:Au revoir
Un mois après la fin du procès d'Hannah, chacun tente tant bien que mal de reprendre le cours de sa vie. Le procès de Bryce, Justin et Jessica arrive également à son terme: Bryce est condamné à 3 mois de mise à l'épreuve et fait l'objet d'une ordonnance restrictive. Il sera finalement transféré dans un lycée privé. Justin écope de 6 mois de mise à l'épreuve, mais reste incarcéré, le temps qu'un de ses parents, tous deux introuvables, puissent l'accueillir. Les Baker décident d'organiser des funérailles religieuses pour leur fille. Clay fait une oraison émouvante et l'hallucination d'Hannah disparaît. Lors de la veillée funèbre, alors qu'elle s'apprête à partir pour New York, Olivia Baker révèle à Clay qu'Hannah avait rédigé une liste de raisons en faveur de son suicide et une autre en défaveur de son suicide. Hannah avait mentionné Clay comme raison en défaveur du suicide, soit un élément positif dans sa vie. Clay annonce à Justin que ses parents souhaitent l'adopter. Jessica se met en couple avec Alex.